# Regierungsbezirk Potsdam

Karte der Provinz Brandenburg von 1896 mit dem Regierungsbezirk Potsdam (gelb umrandet), dem Regierungsbezirk Frankfurt (violett umrandet) und dem Stadtbezirk Berlin

Der Regierungsbezirk Potsdam war von 1815 bis 1945 ein Regierungsbezirk der preußischen Provinz Brandenburg. Sein Gebiet gehört heute größtenteils zu den deutschen Bundesländern Berlin und Brandenburg.

## Geschichte
Im Zuge der Preußischen Reformen wurden die bisherigen Kriegs- und Domänenkammern zu „Regierungen“ des jeweiligen Kammerbezirks umgestaltet, so auch im Februar 1809 die 1723 eingerichtete Kurmärkische Kriegs- und Domänenkammer zu Berlin. Im März 1809, zog die Behörde nach Potsdam.
Mit der Verordnung wegen verbesserter Einrichtung der Provinzial-Behörden vom 30. April 1815 wurde das Königreich Preußen in zehn Provinzen eingeteilt. Zum 25. März 1816 wurde die Provinz Brandenburg in drei Regierungsbezirke gegliedert: Berlin, Potsdam und Frankfurt. Die Regierungsbezirke Berlin und Potsdam verständigten sich im April 1816 auf die Aufteilung in einen engeren Regierungsbezirk, der sich auf das Weichbild der Stadt Berlin, den Tiergarten und die Hasenheide beschränkte, und einen weiteren Regierungsbezirk, zu dem das übrige Berliner Umland gehörte. Diese Zweiteilung bewährte sich nicht. Deshalb wurde der Regierungsbezirk Berlin zur Verwaltungsvereinfachung und zur Kostenersparnis Ende Dezember 1821 aufgelöst. Die Stadt Berlin war ab dem 1. Januar 1822 eine kreisfreie Stadt im Regierungsbezirk Potsdam.
Infolgedessen umfasste der Regierungsbezirk Potsdam ab 1822 die gesamte Westhälfte der Provinz Brandenburg, mit einer Fläche von 20.214 km². Zum Regierungsbezirk gehörten unter anderem die Prignitz, die Uckermark und die Mittelmark. Der Sitz des Regierungspräsidenten befand sich in Potsdam.
Im Zuge einer Kreisreform der Provinz Brandenburg schied Berlin 1875 als „Stadtbezirk Berlin“ aus dem Regierungsbezirk Potsdam aus. Bei der Bildung von Groß-Berlin musste 1920 der Regierungsbezirk zahlreiche Städte und Gemeinden an Berlin abgeben. Im Jahr 1939 besaß er eine Fläche von 19.888 km².
Nach dem Ende des Zweiten Weltkriegs gehörte das Gebiet des Regierungsbezirks zur Sowjetischen Besatzungszone (SBZ). Das 1947 aus der Provinz Brandenburg  gebildete Land Brandenburg hatte keine Bezirksebene, es war unmittelbar in kreisfreie Städte und Landkreise gegliedert.

## Einwohnerentwicklung
| Regierungsbezirk Potsdam | Regierungsbezirk Potsdam | Regierungsbezirk Potsdam | Regierungsbezirk Potsdam | Regierungsbezirk Potsdam | Regierungsbezirk Potsdam | Regierungsbezirk Potsdam | Regierungsbezirk Potsdam | Regierungsbezirk Potsdam |
| ------------------------ | ------------------------ | ------------------------ | ------------------------ | ------------------------ | ------------------------ | ------------------------ | ------------------------ | ------------------------ |
| Jahr                     | 1820                     | 1850                     | 1880                     | 1900                     | 1910                     | 1925                     | 1933                     | 1939                     |
| Einwohner                | 554.296                  | 853.668 (ohne Berlin)    | 1.161.158                | 1.929.304                | 2.859.427                | 1.299.767                | 1.415.288                | 1.691.343                |

## Verwaltungsgliederung
Stadtkreise:
- Berlin (1822–1881)

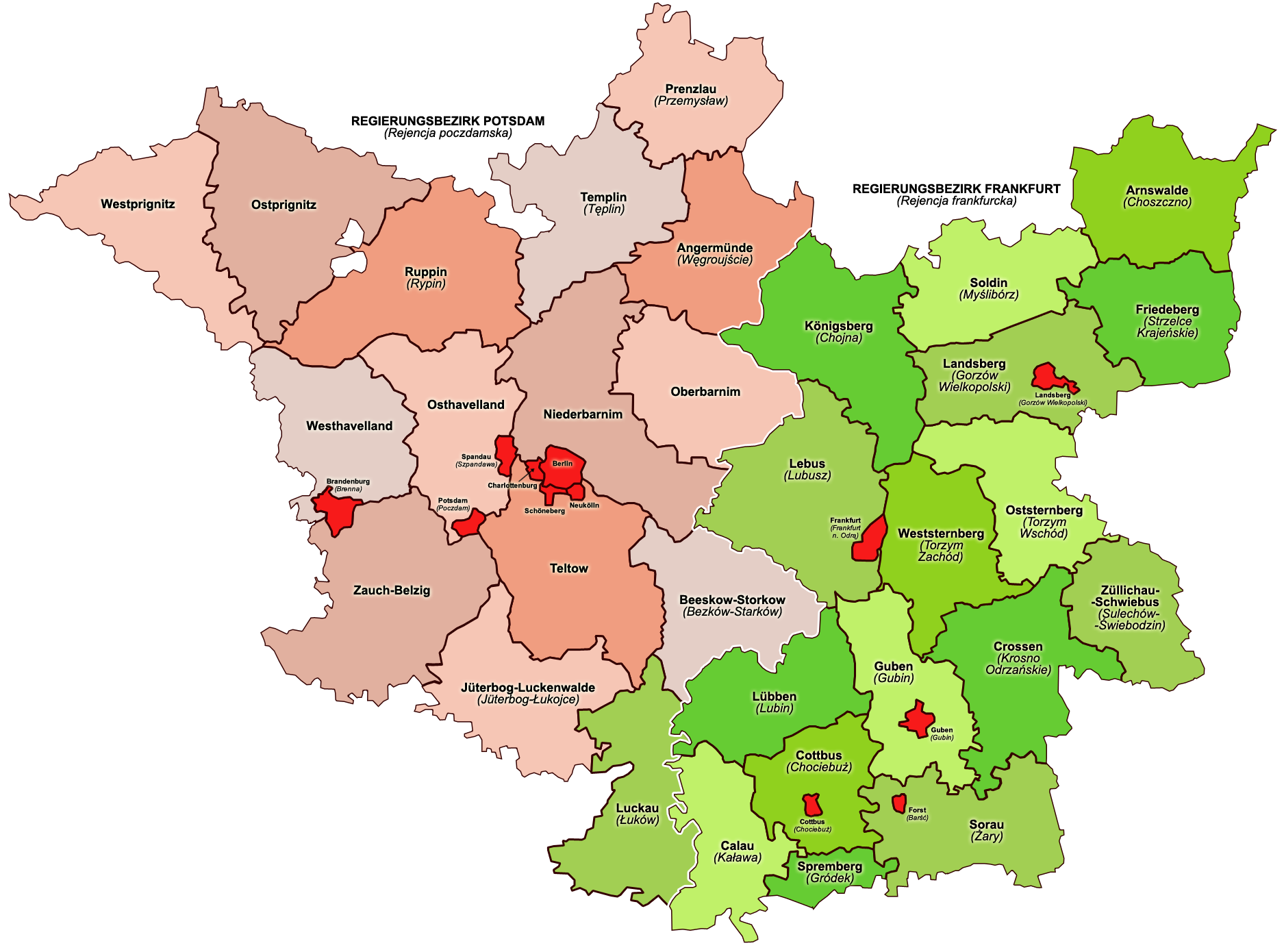
Provinz Brandenburg (um 1905) / Reg.-Bez. Frankfurt (grün) und Potsdam (rot)

- Brandenburg an der Havel (seit 1881)
- Charlottenburg (1877–1920)
- Eberswalde (seit 1911)
- Lichtenberg (1908–1920, seit 1912 Berlin-Lichtenberg)
- Schöneberg (1899–1920, seit 1912 Berlin-Schöneberg)
- Deutsch-Wilmersdorf (1907–1920, seit 1912 Berlin-Wilmersdorf)
- Rixdorf (1899–1920, seit 1912 Neukölln)
- Potsdam
- Rathenow (seit 1925)
- Spandau (1886–1920)
- Wittenberge (seit 1922)

Landkreise:
- Angermünde
- Beeskow-Storkow (seit 1836)
- Jüterbog-Luckenwalde
- Niederbarnim
- Oberbarnim
- Osthavelland
- Ostprignitz
- Prenzlau
- Ruppin
- Teltow (bis 1835 Teltow-Storkow)
- Templin
- Westhavelland
- Westprignitz
- Zauch-Belzig

## Regierungspräsidenten
| - 1809–1810 Ludwig von Vincke - 1810–1840 Friedrich Magnus von Bassewitz - 1842–1850 August Werner von Meding - 1850–1862 Eduard von Flottwell - 1862–1879 Gustav von Jagow - 1879–1881 Heinrich von Achenbach - 1881–1889 Karl von Neefe - 1889–1900 Robert Hue de Grais - 1900–1903 Friedrich von Moltke - 1903–1914 Rudolf von der Schulenburg | - 1914–1915 Friedrich von Falkenhausen - 1915–1917 Friedrich Ernst von Schwerin - 1917–1919 Adolf von Massenbach - 1919–1924 Franz Schleusener - 1924–1930 Wilhelm Momm - 1930–1933 Wolfgang Jaenicke - 1933–1938 Ernst Fromm - 1938–1944 Gottfried von Bismarck-Schönhausen |